# Nephologie
Die Nephologie (von altgriechisch νεφέλη nephélē „Nebel, Wolke“ und -logie) oder Wolkenkunde ist Teil der Meteorologie und hat das Studium der Wolken und ihrer Erscheinungsformen zum Inhalt. Dabei werden Wolken nach dem Wolkenatlas der Weltorganisation für Meteorologie international einheitlich klassifiziert. Die moderne Wolkenkunde wurde Anfang des 19. Jahrhunderts durch Luke Howard begründet. Die Brontologie oder Gewitterlehre unterteilt Gewitter anhand von visuellen Eigenschaften.
Die Fachrichtung ist von gesellschaftlicher Relevanz, da die Vorhersage der Wolkenbildung eine wichtige Rolle bei der Modellierung des Klimawandels spielt. Durch die Erwärmung der Erde verdunstet mehr Wasser, wodurch sich mehr Wolken bilden. Gleichzeitig haben Wolken wiederum einen Einfluss auf die Temperaturen auf der Erde (durch Schattenwurf, aber auch durch Festhalten von Wärme). Diese komplexe Wechselwirkung muss bei der Klimamodellierung mit einbezogen werden.

## Ausstellungen
- 2011/2012: Wolkenstudien – Der wissenschaftliche Blick in den Himmel. Fotomuseum Winterthur.